# Boleslao IV di Polonia
Boleslao IV il Ricciuto (in polacco Bolesław IV Kędzierzawy; 1120 – 5 gennaio 1173) fu duca di Masovia e granduca di Polonia dal 1146 al 1173.

## Biografia
Figlio primogenito di Boleslao III e della sua prima moglie, nonché fratellastro di Ladislao II l'Esiliato, alla morte del padre, secondo quanto deciso dal testamento, ricevette il Ducato di Masovia, mentre il fratellastro Ladislao divenne Granduca di Polonia ottenendo il Ducato di Cracovia oltre a quello di Slesia.

### Conflitto contro il fratello
Le prime controversie contro il granduca ebbero inizio nel 1141, quando Boleslao, la madre Salomea di Berg e i fratelli si ritrovarono di nascosto a Łęczyca e organizzarono le nozze della loro sorella con uno dei figli del gran principe di Kiev. Scoperto ciò Ladislao II mandò a monte il progetto e fece sposare suo figlio con una delle figlie del principe, cosa che gli permise di poter contare su quest'alleato contro i fratelli durante il biennio 1142-1143. Nel 1144 Salomea morì e Ladislao si prese i territori di Łęczyca appartenuti alla matrigna. Boleslao, aiutato dai fratelli e da Piotr Włostowic, importante voivoda all'epoca, decisero di dare il via a una rivolta, che non andò a buon fine. Nel 1146 Włostowic venne catturato ed esiliato dal granduca, cosa che fece ridurre enormemente i suoi sostenitori e lo portò alla sconfitta. Boleslao prese il suo posto come Granduca di Polonia e come Duca di Slesia.
Nel 1157 subì una pesante sconfitta contro Federico il Barbarossa, che lo costrinse a diventare suo vassallo ma che in compenso rafforzò la sua posizione di sovrano. Dovette inoltre cedere la Slesia ai figli di Ladislao, anche se concesse realmente i territori solo dopo il 1163.

### Ribellioni dei fratelli e dei nipoti
In seguito alla sconfitta da parte delle forze tedesche, Boleslao avviò una "Crociata prussiana" contro i pagani, con la collaborazione sia del papa che dell'imperatore. Durante una delle battaglie Enrico di Sandomierz, il fratello minore del granduca, venne ucciso.
Dopo la morte di Enrico, contro quanto sancìto dal testamento del padre, Boleslao annesse Sandomierz alla Provincia di Cracovia. Ciò causò l'opposizione del fratello più giovane Casimiro II, che avrebbe dovuto ereditare quelle terre.
Casimiro fu sostenuto nella sua ribellione dal fratello Miecislao III, da Jaksa di Miechów e Sviatoslav (figlio del voivoda Piotr Włostowic), così come dagli Arcivescovi di Gniezno e Cracovia e da molti nobili del tempo.
Nel febbraio 1168 i ribelli si riunirono a Jędrzejów, dove proclamarono Miecislao III il nuovo granduca e Casimiro venne formalmente investito di Sandomierz.
Questa situazione durò molto poco perché Boleslao riuscì presto a ristabilire la sua superiorità, anche accettando le richieste dei fratelli. I territori di Enrico vennero così suddivisi: la zona di Wiślica a Casimiro II, quella di Sandomierz al granduca e la restante a Miecislao III.
Anche gli allora Duchi di Slesia Boleslao l'Alto e Miecislao IV Plątonogi, figli di Ladislao II tentarono di deporre lo zio per recuperare il titolo che per diritto di successione spettava loro. La risposta di Boleslao si rivelò inefficace, così questi dovette trovare un compromesso con i nipoti.
Successivamente un'altra ribellione sconvolse il paese, questa volta dei nobili, che erano insoddisfatti del governo del granduca. I ribelli chiesero a Casimiro II, allora duca di Wiślica, di prendere il trono di Cracovia ma la resistenza di Boleslao contro il suo fratello più giovane fu tanto forte da sconvolgere la Polonia fino alla fine del regno del granduca. Boleslao morì nel 1173, ma Casimiro riuscì a salire al trono solo nel 1177.

## Ascendenza
|                            |                         |                          | Genitori                   |  |  | Nonni |  |  | Bisnonni              |  |  | Trisnonni               |  |
|                            |                         |                          |                            |  |  |       |  |  | Casimiro I di Polonia |  |  | Miecislao II di Polonia |  |
|                            |                         |                          |                            |  |  |       |  |  | Casimiro I di Polonia |  |  | Miecislao II di Polonia |  |
|                            |                         | Richeza di Lotaringia    |                            |  |  |       |  |  | Casimiro I di Polonia |  |  |                         |  |
| Ladislao Herman di Polonia |                         |                          |                            |  |  |       |  |  | Casimiro I di Polonia |  |  |                         |  |
|                            |                         | Maria Dobroniega di Kiev | Vladimir I di Kiev         |  |  |       |  |  |                       |  |  |                         |  |
|                            |                         | Maria Dobroniega di Kiev | Vladimir I di Kiev         |  |  |       |  |  |                       |  |  |                         |  |
|                            |                         | Maria Dobroniega di Kiev | …                          |  |  |       |  |  |                       |  |  |                         |  |
| Boleslao III di Polonia    |                         | Maria Dobroniega di Kiev |                            |  |  |       |  |  |                       |  |  |                         |  |
|                            |                         | Vratislao II di Boemia   | Bretislao I di Boemia      |  |  |       |  |  |                       |  |  |                         |  |
|                            |                         | Vratislao II di Boemia   | Bretislao I di Boemia      |  |  |       |  |  |                       |  |  |                         |  |
|                            |                         | Vratislao II di Boemia   | Giuditta di Schweinfurt    |  |  |       |  |  |                       |  |  |                         |  |
| Giuditta di Boemia         |                         | Vratislao II di Boemia   |                            |  |  |       |  |  |                       |  |  |                         |  |
|                            |                         | Adelaide d'Ungheria      | Andrea I d'Ungheria        |  |  |       |  |  |                       |  |  |                         |  |
|                            |                         | Adelaide d'Ungheria      | Andrea I d'Ungheria        |  |  |       |  |  |                       |  |  |                         |  |
|                            |                         | Adelaide d'Ungheria      | Anastasia di Kiev          |  |  |       |  |  |                       |  |  |                         |  |
| Boleslao IV di Polonia     |                         | Adelaide d'Ungheria      |                            |  |  |       |  |  |                       |  |  |                         |  |
|                            | Poppone di Schelklingen | …                        |                            |  |  |       |  |  |                       |  |  |                         |  |
|                            | Poppone di Schelklingen | …                        |                            |  |  |       |  |  |                       |  |  |                         |  |
|                            | Poppone di Schelklingen | …                        |                            |  |  |       |  |  |                       |  |  |                         |  |
| Enrico I di Berg           | Poppone di Schelklingen |                          |                            |  |  |       |  |  |                       |  |  |                         |  |
|                            |                         | Sofia                    | …                          |  |  |       |  |  |                       |  |  |                         |  |
|                            |                         | Sofia                    | …                          |  |  |       |  |  |                       |  |  |                         |  |
|                            |                         | Sofia                    | …                          |  |  |       |  |  |                       |  |  |                         |  |
| Salomea di Berg            |                         | Sofia                    |                            |  |  |       |  |  |                       |  |  |                         |  |
|                            |                         | Diepoldo II di Vohburg   | Diepoldo I di Cham-Vohburg |  |  |       |  |  |                       |  |  |                         |  |
|                            |                         | Diepoldo II di Vohburg   | Diepoldo I di Cham-Vohburg |  |  |       |  |  |                       |  |  |                         |  |
|                            |                         | Diepoldo II di Vohburg   | …                          |  |  |       |  |  |                       |  |  |                         |  |
| Adelaide di Mochental      |                         | Diepoldo II di Vohburg   |                            |  |  |       |  |  |                       |  |  |                         |  |
|                            |                         | Liutgarda di Zähringen   | Bertoldo I di Zähringen    |  |  |       |  |  |                       |  |  |                         |  |
|                            |                         | Liutgarda di Zähringen   | Bertoldo I di Zähringen    |  |  |       |  |  |                       |  |  |                         |  |
|                            |                         | Liutgarda di Zähringen   | Richwara ?                 |  |  |       |  |  |                       |  |  |                         |  |
|                            |                         | Liutgarda di Zähringen   |                            |  |  |       |  |  |                       |  |  |                         |  |